# Viện Đại học Huế

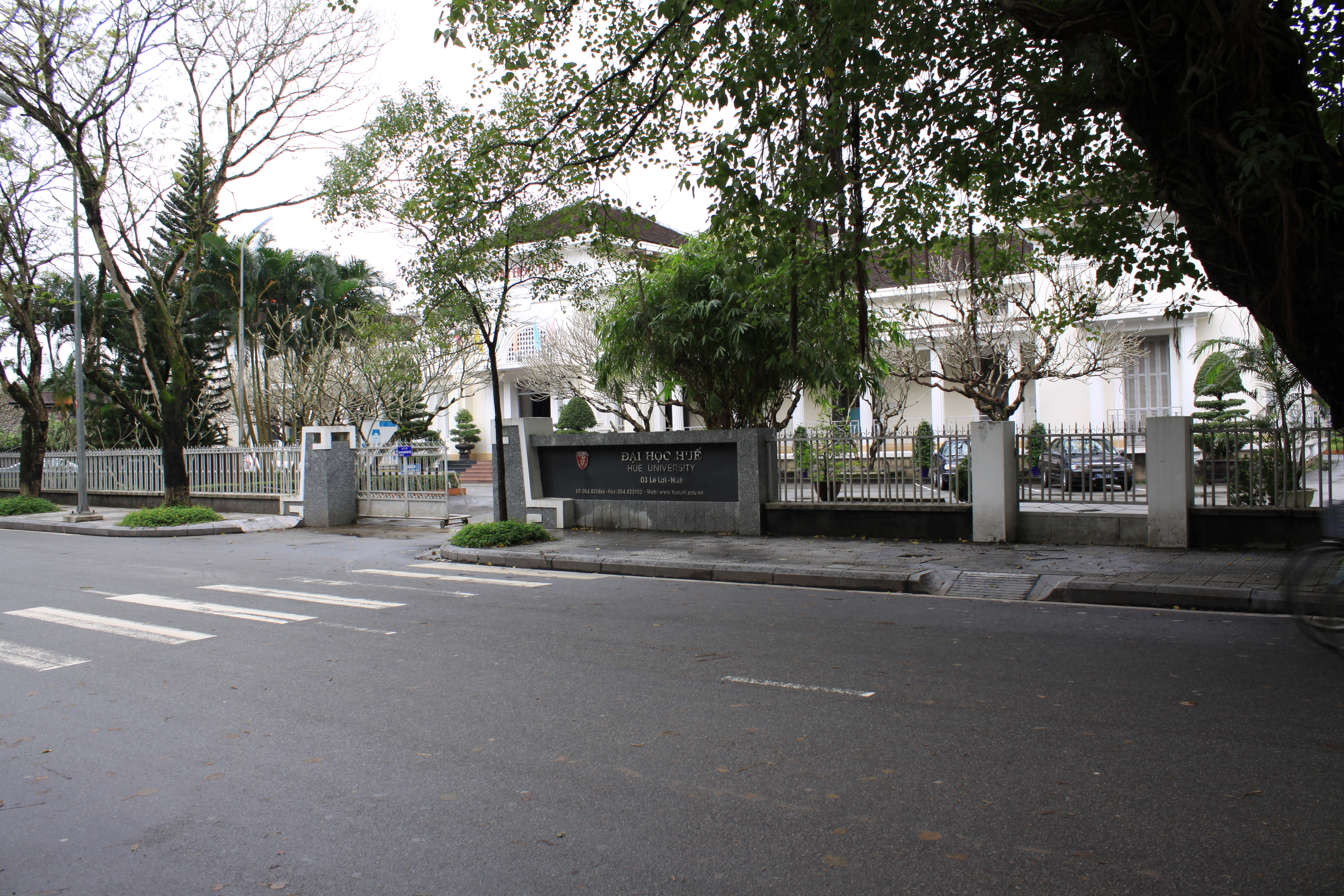
Một tòa nhà của Viện Đại học Huế (nay là Đại học Huế), ở số 3 đường Lê Lợi, thành phố Huế. Vào thập niên 1920 đây là trụ sở của Viện Dân biểu Trung Kỳ

Viện Đại học Huế là một viện đại học công lập ở thành phố Huế, được thành lập vào năm 1957 dưới chính thể Việt Nam Cộng hoà. Sau khi chấm dứt chiến tranh Việt Nam năm 1975, dưới chính quyền mới, viện đại học này bị giải thể.
Viện Đại học Huế là tiền thân của Trường Đại học Sư phạm Huế, Trường Đại học Tổng hợp Huế (cũ), Trường Đại học Y khoa Huế, và sau này là Đại học Huế (1994).

## Lịch sử
| Số liệu sinh viên theo học Viện Đại học Huế | Số liệu sinh viên theo học Viện Đại học Huế |
| Niên học                                    | Số sinh viên                                |
| ------------------------------------------- | ------------------------------------------- |
| 1957-58                                     | 670                                         |
| 1958-59                                     | 752                                         |
| 1959-60                                     | 1.141                                       |
| 1960-61                                     | 1.421                                       |
| 1961-62                                     | 2.267                                       |
| 1962-63                                     | 2.488                                       |
| 1963-64                                     | 3.272                                       |
| 1964-65                                     | 3.561                                       |
| 1965-66                                     | 3.099                                       |
| 1966-67                                     | 3.314                                       |
| 1967-68                                     | 3.453                                       |
| 1968-69                                     | 3.214                                       |
| 1969-70                                     | 3.359                                       |

Tháng 3 năm 1957, dưới thời Đệ nhất Cộng hòa, Tổng thống Ngô Đình Diệm ký sắc lệnh thành lập Viện Đại học Huế gồm 4 trường đại học (còn gọi là phân khoa đại học): Khoa học, Văn khoa, Luật khoa, và Sư phạm. Viện trưởng đầu tiên là giáo sư Nguyễn Quang Trình (1/3/1957–7/1957), kế nhiệm là linh mục Cao Văn Luận. Đến năm 1959, Viện Đại học Huế mở thêm chương trình dự bị y khoa. Năm 1961 thì thành lập thêm Trường Đại học Y khoa.
Ngay trong 12 năm đầu tiên, từ năm học 1957-1958 đến năm học 1968-1969, Viện Đại học Huế đã có những phát triển vượt bậc:
- Sinh viên: từ 670 tăng lên 2.491 (1963)[4] rồi 3.319 sinh viên - tăng 495 phần trăm;
- Giáo sư: từ 6 giáo sư cơ hữu và 19 giáo sư thỉnh giảng tăng lên 60 giáo sư cơ hữu và 145 giáo sư thỉnh giảng - tăng 920 phần trăm;
- Ngân sách: từ 3.700.000 đồng/năm tăng lên 116.401.000 đồng/năm (tương đương 986.450 đô la Mỹ) - tăng 3.140 phần trăm.

### Trường sở
Khu vực Trường Đại học Huế bao gồm tòa nhà trụ sở xưa kia là nơi nhóm họp của Viện Dân biểu Trung Kỳ. Tòa nhà này xây năm 1927.

## Các trường thành viên
- Trường Đại học Khoa học: năm 1970 có 1.115 sinh viên; hiệu trưởng là Tiến sĩ Nguyễn Văn Hai (44 tuổi, quê ở Huế, cựu sinh viên Viện Đại học Sorbonne).[3]
- Trường Đại học Văn khoa: năm 1970 có 944 sinh viên; hiệu trưởng là Tiến sĩ Lâm Ngọc Huỳnh (39 tuổi, từng ở Hà Nội, cựu sinh viên Viện Đại học Sorbonne).[3] Sau năm 1975, Trường Đại học Văn khoa bị sát nhập vào Trường Đại học Khoa học để lập nên Trường Đại học Tổng hợp Huế (1976); năm 1994 Trường Đại học Tổng hợp Huế đổi tên thành Trường Đại học Khoa học và là một trường thành viên của Đại học Huế.[6]
- Trường Đại học Luật khoa: năm 1970 có 627 sinh viên; hiệu trưởng là Tiến sĩ Nguyễn Sĩ Hải (48 tuổi, quê ở Huế, cựu sinh viên Viện Đại học Sài Gòn).[3]
- Trường Đại học Sư phạm: năm 1970 có 407 sinh viên; hiệu trưởng là Tiến sĩ Nguyễn Quới (45 tuổi, quê ở Quảng Ngãi, cựu sinh viên Viện Đại học Sorbonne).[3] Trường này còn kiêm thêm Trường Trung học Kiểu mẫu Huế (thành lập năm 1964).[7] Sau năm 1975, Trường Đại học Sư phạm bị tách ra thành một trường đại học riêng rẽ, cũng lấy tên là Trường Đại học Sư phạm Huế; năm 1994, Trường Đại học Sư phạm Huế trở thành một trường thành viên của Đại học Huế.[8]
- Trường Đại học Y khoa: năm 1970 có 226 sinh viên; hiệu trưởng là Bác sĩ Bùi Duy Tâm (47 tuổi, quê ở Hà Nội, cựu sinh viên Viện Đại học Sài Gòn và Viện Đại học Chicago).[3] Khóa đầu tiên tốt nghiệp là năm 1969 với 25 tân khoa.[9] Sau năm 1975, Trường Đại học Y khoa bị tách ra thành một trường đại học riêng rẽ, cũng lấy tên là Trường Đại học Y khoa Huế; năm 1994, Trường Đại học Y khoa Huế (nay là Trường Đại học Y Dược) trở thành một trường thành viên của Đại học Huế.[10]
- Trường Cao đẳng Mỹ thuật: Năm 1960 Viện Đại học Huế bàn giao trường cho Nha Mỹ thuật học vụ thuộc Bộ Văn hóa Giáo dục và Thanh niên miền Nam, thuộc Phủ Quốc Vụ Khanh đặc trách Văn hóa. Năm 1970 hiệu trưởng là Hoạ sĩ Vĩnh Phối (33 tuổi, quê ở Huế, cựu sinh viên trường cao đẳng Mỹ thuật Sài Gòn và Học viện Mỹ thuật La Mã tức Roma, Ý(Accademia di Belle Arti di Roma).
- Trường Cán sự Y tế và Điều dưỡng
- Viện Hán học
- Viện Nữ Hộ sinh Quốc gia

## Những nhân vật có liên quan

### Viện trưởng
- Nguyễn Quang Trình, tiến sĩ quốc gia Vật lý. Viện trưởng từ 1/3/1957 đến tháng 7/1957
- Cao Văn Luận, linh mục Công giáo, Cử nhân triết học. Viện trưởng từ 7/1957—8/1963 và 11/1963- 9/1964
- Trần Hữu Thế, giáo sư tiến sĩ Sinh học. Viện trưởng từ 8/1963 đến 10/1963
- Trương Văn Chôm, thạc sĩ Dược khoa. Viện trưởng 10/1963 đến 11/1963
- Bùi Tường Huân, giáo sư tiến sĩ Luật khoa. Viện trưởng từ 1964 đến 1966
- Nguyễn Hữu Trí, tiến sĩ Vật lý. Viện trưởng các tháng 7,8,9 năm 1966
- Nguyễn Thế Anh, giáo sư tiến sĩ Sử Địa. Viện trưởng 1966—1969
- Lê Thanh Minh Châu, giáo sư Ngữ văn (Anh ngữ) Viện trưởng từ tháng 9/1969 đến 3/1975
- Tôn Thất Hanh, kỹ sư Hóa học, Viện trưởng từ ngày 10/4/75 đến tháng 12/1975 [2]

### Nhân vật liên quan
- Lê Văn: Hiệu trưởng (còn gọi là Trưởng Phân khoa) Trường Đại học Sư phạm, sáng lập viên Trường Trung học Kiểu mẫu Huế.[11]
- Bốn giáo sư người Đức giảng dạy ở Viện Đại học Huế: Horst-Günther Krainick, Elisabetha Krainick, Alois Alteköster, và Raimund Discher, cả bốn được cho là bị quân cộng sản giết trong Tổng công kích Tết Mậu Thân[12][13]